# بلان-سابلون، کبک
بلان-سابلون (به فرانسوی: Blanc-Sablon) شهری در منطقه شهری خلیج سن-لوران ناحیه کوت-نور در استان کبک کانادا است. در سرشماری سال ۲۰۱۱ این شهر ۱٬۲۹۳ نفر جمعیت داشته‌است و مساحت آن ۲۵۴٫۴۹ کیلومتر مربع است.